# Schismatoclada
Schismatoclada  es un género con 27 especies de plantas con flores perteneciente a la familia de las rubiáceas. Es nativo de Madagascar. Es originario de Madagascar.

## Descripción
Schismatoclada se caracteriza por su hábito leñoso; hojas opuestas o verticiladas con poca frecuencia; interpetciolar, triangular a bi-lobuladas o fimbriadas, estípulas generalmente persistentes; bracteadas, inflorescencias cimosas que son generalmente terminales y a veces también se encuentran en los nodos superiores del tallo o desplazada a axilas.  Las frutas en cápsulas  y  liberan las semillas  principalmente a través del pico.

## Taxonomía
El género fue descrito por John Gilbert Baker y publicado en Journal of the Linnean Society, Botany 20: 159. 1883. La especie tipo es: Schismatoclada psychotrioides Baker. 

## Especies seleccionadas
- Schismatoclada aurantiaca Homolle (1939).
- Schismatoclada aurea Homolle (1939).
- Schismatoclada beondrokensis Humbert (1955).
- Schismatoclada bracteata Homolle ex Cavaco (1964).